# Simeó Miquel i Peguera
Simeó Miquel i Peguera (Lleida, 25 de gener de 1919 - 13 de febrer de 2007) fou un advocat català.

## Biografia
Va interrompre els estudis de dret per la guerra civil espanyola, ja que fou mobilitzat i serví en l'exèrcit republicà fins a la fi de la guerra. Com que havia estat secretari de la FNEC, fou empresonat i internat en un camp de concentració. Un cop alliberat, continuà els estudis de dret, llicenciant-se en la Universitat de Madrid. Guanyà les oposicions al Cos Tècnic del Ministeri de la Governació i fou destinat al Govern Civil de Lleida.
El 1944 demanà l'excedència i exercí l'advocacia, professió des de la qual defensà presos polítics en Consells de Guerra i al Tribunal d'Ordre Públic, i fou un dels fundadors de la seu lleidatana d'Òmnium Cultural. Anys més tard fou sancionat per haver enviat una carta signada per 113 persones dirigida al Secretari d'Estat dels Estats Units i al Ministre d'Afers Exteriors d'Espanya protestant per la pròrroga de les bases americanes a Espanya sense el coneixement ni la consulta del poble espanyol.
El 1974 formà part de la comissió fundadora de Convergència Democràtica de Catalunya. Com a membre del Cos Superior d'Administració Civil de l'Estat, fou designat delegat territorial a Lleida del Ministeri de Sanitat i Seguretat Social el 1979 fins a 1983. Fou el primer síndic de greuges de l'Ajuntament de Lleida (1990-1995), Fou diputat al Parlament de Catalunya en la cinquena legislatura i primer president del Consell Social de la Universitat de Lleida. El 2000 va rebre la Creu de Sant Jordi

## Obres
- Lleida, problema i realitat (1967)